# Slottet Wolfsberg (Kärnten)

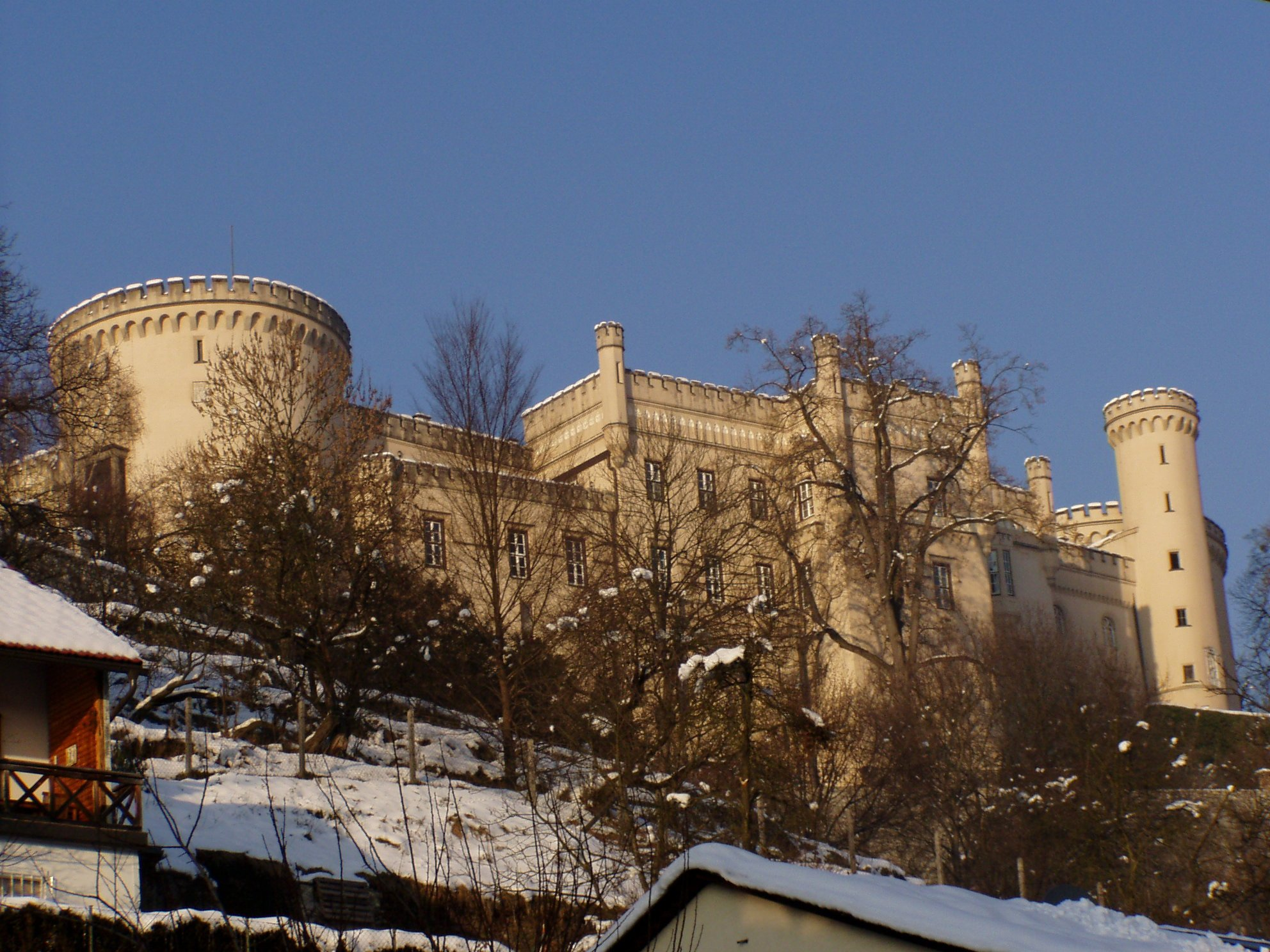
Slottet Wolfsberg

Slottet Wolfsberg ligger på en kulle i norra delen av staden Wolfsberg i Österrike.
Slottet omnämndes för första gången 1178. Det var då en borg som hörde till stiftet Bamberg. Under 1500-talet byggdes borgen ut till en fästning i renässansstil. 1759 köptes Wolfsberg av habsburgarna. 1846 köpte industrimagnaten, övre Schlesisk greve Hugo Henckel von Donnersmarck slottet. Under de närmaste sju åren byggdes slottet om i engelsk-nygotisk tudorstil. Idag ägs slottet av företaget Kärntner Montanindustrie och är dess huvudsäte. Slottet används även som kulturcentrum.